# Muralla d'època moderna de Lleida
La Muralla d'època moderna de Lleida és una obra de Lleida (Segrià) declarada Bé Cultural d'Interès Nacional.

## Descripció
La muralla d'època moderna està formada per la Muralla de Magdalena i el Baluard del Carme. Les portes de Magdalena i del Carme ja no es protegiren amb torres quadrades o rectangulars sinó amb baluards poligonals adaptats a les necessitats que l'artilleria dels exèrcits d'època moderna imposaren. A més, aquestes noves construccions es feien amb els murs inclinats, formant un talús revestit amb filades de blocs de pedra aprofitats d'altres construccions i un nucli interior de morter i petites pedres.
La muralla nova de la Magdalena, també coneguda com la travessera del Britó, és l'última de les fortificacions aixecades a la part baixa de la ciutat. Recorre la ciutat en sentit perpendicular al Turó de la Seu i al riu. Part del seu traçat ha estat descobert en diverses excavacions realitzades al barri de la Magdalena i la Rambla Ferran.
L'únic tram que s'ha conservat per sobre del nivell de carrer fins a l'actualitat, es troba a l'alçada del tram final del carrer de la Parra. Es tracta de la part inicial que arrancava dels peus del palau episcopal enderrocat el 1707. Baixava recte fins a la part baixa de la ciutat on configurava el brancal nord de la porta de Magdalena.
Els altres trams de la muralla moderna de Magdalena localitzats en les intervencions arqueològiques realitzades a la Ciutat de Lleida són els següents:
- Carrer Costa de Magdalena,12.
- Carrer Democràcia 6-8.
- Carrer La Parra, vial.
- Carrer Pi i Margall, vial.
- Rambla Ferran, 43: portal i tram de muralla
- Rambla Ferran 41.
- Rambla Ferran, passeig central.
El baluard del Carme es va construir a la banda de llevant del Turó de la Seu Vella, a l'extrem sud de la muralla moderna de Magdalena, actuant com a element de reforç del conjunt.
Els diversos trams de mur localitzats i que componien el baluard del Carme són els següents:
- Carrer Comerç, 6-12: A l'interior de la finca es va localitzar una part de l'estructura de l'avanç del baluard del Carme. S'ha mantingut in situ a dins de la nova edificació.
- Plaça Noguerola: durant les obres d'urbanització del tram del Carrer Comerç i la Plaça Noguerola es varen localitzar diferents trams de la contraguàrdia del baluard. A la cantonada del Carrer Comerç amb General Brito va aparèixer l'estrep occidental de la contraguàrdia del baluard.

## Història
Al 1647, el general Brito va aixecar la nova muralla de la Magdalena, que creua la ciutat de nord a sud unint-se a la muralla feudal, amb l'objectiu de donar una segona oportunitat a la ciutat en el cas que les tropes enemigues travessessin la muralla feudal. A partir de 1707, la muralla nova de la Magdalena, protegida per baluards, es convertí en el nou tancament de la ciutat i la zona compresa entre aquesta i l'antic traçat del tancament, fou deshabitada i declarada zona de guerra.
El baluard del Carme té com a precedent un terraplè, aixecat uns mesos abans del setge de 1707, per dificultar l'accés al punt feble situat a la intersecció entre la muralla moderna de la travessera de Brito i l'antiga muralla feudal. Un cop conquerida la ciutat, el terraplè es va substituir per un sòlid mur de pedra i calç atalussat en forma de grapa invertida davant del punt feble conegut com "contregarde". Era un element aïllat situat a escassos metres de les antigues muralles i a la riba dreta del riu Noguerola.
L'any 1806 el braç oriental de la contraguàrdia s'uneix a la punta de la travessera de Brito. L'any 1810 passa a formar part de l'avanç del baluard del Carme delimitant un espai, que des de llavors serà conegut amb el nom de "contraguàrdia del Carme" perquè havia de servir per defensar el baluard del mateix nom format per la punta de la travessera del Brito.
Les muralles van perdurar fins al 1861, moment que es van enderrocar per construir el nou eixample.